# Sturmpistole
A Sturmpistole (Pistola de assalto) foi uma tentativa da Alemanha durante a Segunda Guerra Mundial de criar uma arma multiuso que pudesse ser usada por qualquer soldado da infantaria. Consistia em uma Leuchtpistole (Pistola sinalizadora) modificada que podia disparar uma variedade de granadas, incluindo uma Panzerwurfkörper 42 de carga oca de 600 g que podia penetrar 80 mm de blindagem homogênea laminada. A ideia não foi continauda de forma aprofundada, e levou à segunda fase das espingardas antitanque então existentes e aos desenvolvimentos posteriores de armas, tais como Panzerfaust e Panzerschreck.

## Munição
A Sturmpistole era uma arma multiuso para sinalização, iluminação, marcação de alvos ou ocultação com uma granada de fumaça. Mais tarde, durante a Segunda Guerra Mundial, balas explosivas foram desenvolvidas para dar às tropas alemãs um pequeno e leve lançador de granadas para atacar alvos a curta distância que não poderiam ser atacados de forma satisfatória por armas de infantaria ou artilharia sem pôr em perigo tropas amigas. As conversões tanto da Leuchtpistole 34 como da Leuchtpistole 42 são relatadas como existentes.  A conversão incluiu a adição de uma coronha e miras para as diferentes granadas.
Sturmpistoles entregues à Romênia estavam em uso de batalhões Pioniere.
Projéteis disponíveis incluídos:
- Cartucho de sinalizador multi-estrela — um sinalizador multi-estrelas que continha três estrelas vermelhas e três verdes que podiam ser definidas para seis combinações de cores diferentes.
- Panzerwurfkörper 42 — uma granada HEAT que poderia ser usada contra a blindagem inimiga. Ele tinha um alcance de 75 yd (69 m) e podia penetrar 80 mm (3.1 in) de blindagem homogênea laminada (RHA) a 90 graus. Era semelhante em layout à Wurfkorper 361 e usava um estojo para espingarda.
- Wurfgranate Patrone 326 - uma granada explosiva pequena, carregada pela culatra, fin stabilized, com um fusível de nariz que foi projetado para missões de fogo direito de baixo ângulo de curto alcance. Não foi recomendado para utilização para além de 180 metros (200 jardas) devido a imprecisão ou menos de 46 m (50 jardas) devido ao risco de fragmentos de projéteis.[2]
- Wurfkorper 361 - era formado aparafusando um baquelite ou haste de madeira em um Eierhandgranate 39 que permitia que fosse disparado a partir de uma Leuchtpistole. Um invólucro de latão ou alumínio com propelente era carregado pela primeira vez na culatra da arma. A haste era então deslizada para baixo do cano até que escorregava para dentro do invólucro da bala, a culatra era então fechada e a arma poderia ser disparada. O Wurfkorper 361 foi usado para fogo indireto de alto ângulo, onde seus estilhaços seriam úteis. O Wurfkorper 361 não foi recomendado para uso a menos de 46 m (50 jardas) devido ao risco de estilhaços e seu alcance máximo foi limitado a cerca de 78 m (85 jardas) a 45° porque a granada tinha um detonador de 4,5 segundos.[2]

## Galeria

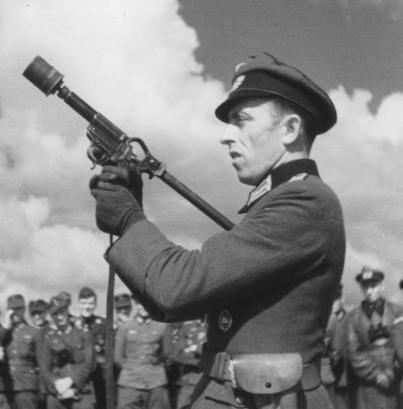
Um soldado alemão disparando uma granada de mão provavelmente baseada no Stielhandgranate 43.
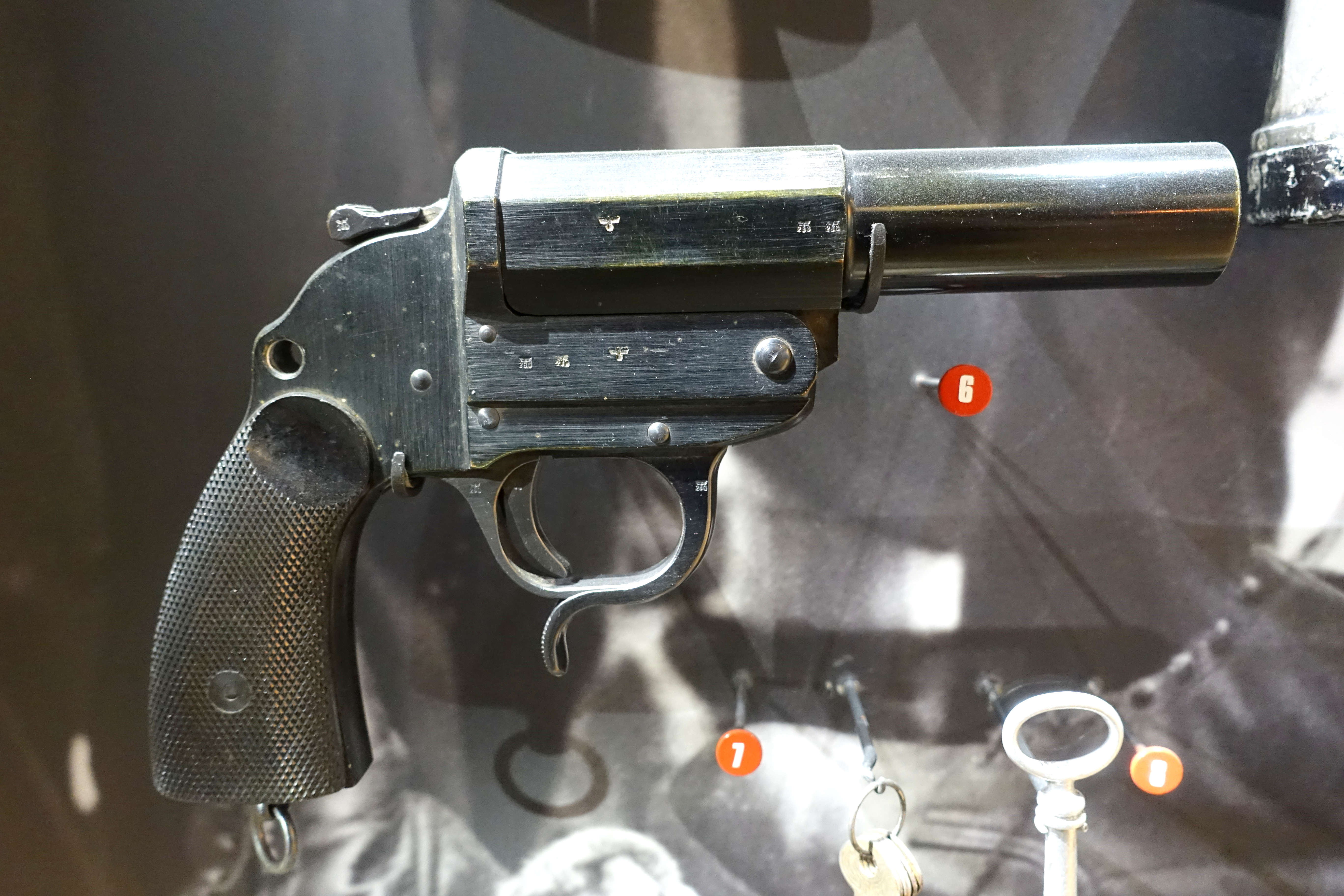
Leuchtpistole 34
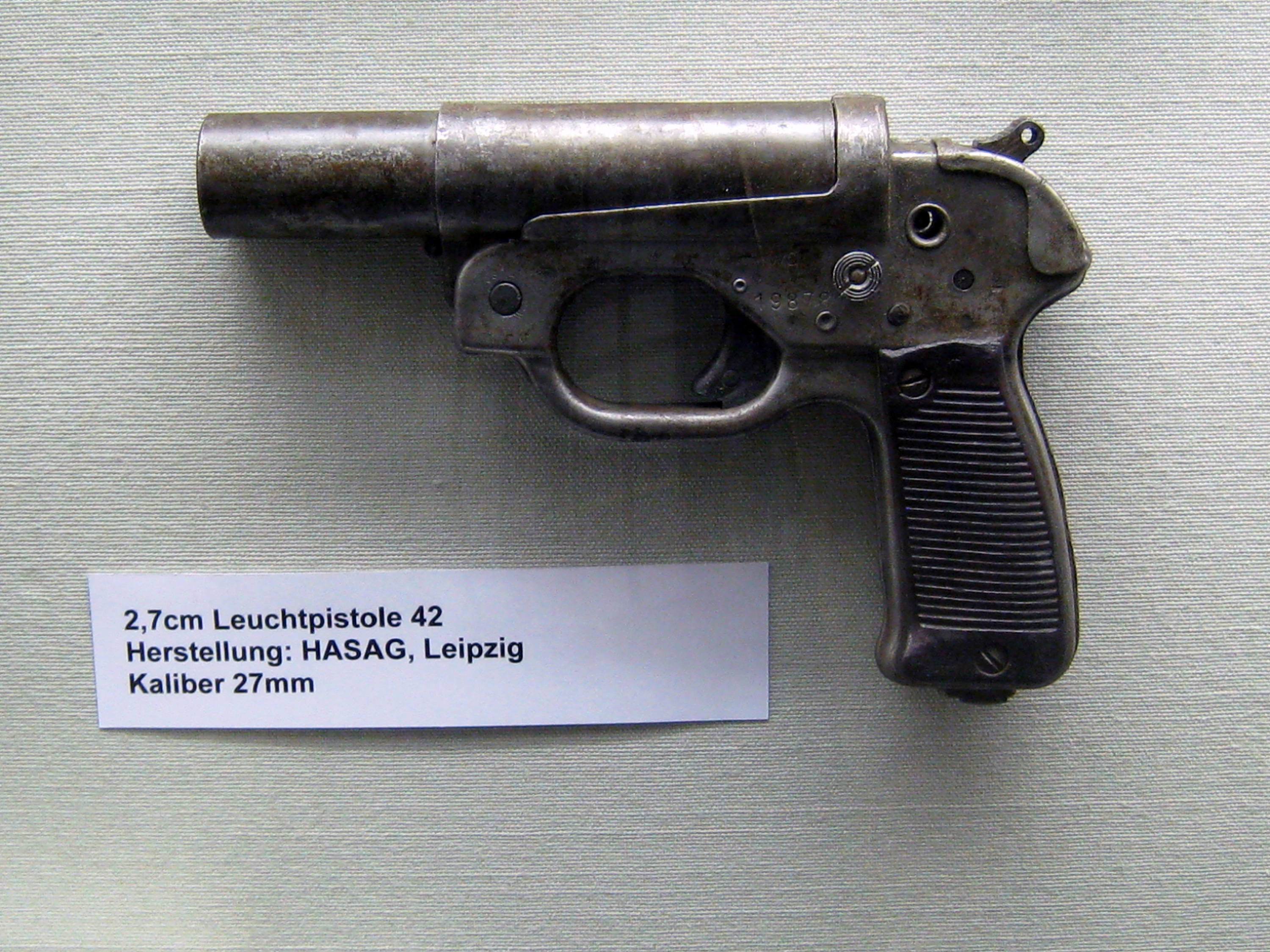
Leuchtpistole 42
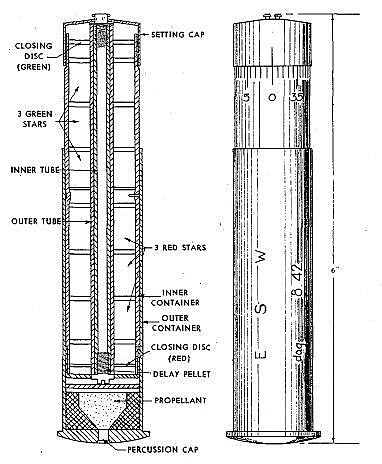
Esquema dos componentes do cartucho multi-estrela
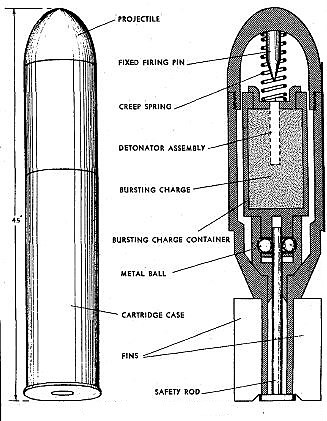
Esquema dos componentes do Wurfgranate Patrone 326
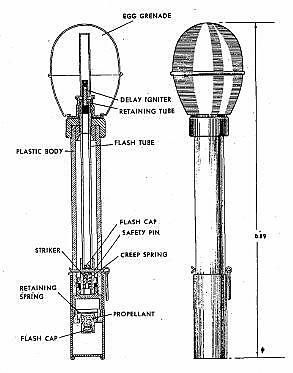
Esquema dos componentes do Wurfkorper 361